# Ministério das Obras Públicas, Comércio e Indústria
O Ministério das Obras Públicas, Comércio e Indústria (1852 — 1910) foi um departamento governativo de Portugal. O ministério foi criado por decreto de 30 de Agosto de 1852, da Rainha D. Maria II, no âmbito da Regeneração, para assegurar o serviço de coordenação e fomento das obras públicas, do comércio e da indústria, com destaque para construção e manutenção das estradas e portos. Este ministério, embora mantendo um núcleo competencial centrado nas obras públicas, sofreu ao longo dos últimos 150 anos diversas alterações orgânicas, com adição de competências e sucessivas cisões, sendo o antecessor directo dos actuais Ministério das Obras Públicas, Transportes e Comunicações, Ministério da Economia e da Inovação e Ministério da Agricultura, do Desenvolvimento Rural e das Pescas.

## História da instituição
Até ao advento do movimento político da Regeneração, o serviço das obras públicas estava incluído no Ministério do Reino. Em 1852, com o arranque das políticas de fomento que caracterizaram a fase inicial da Regeneração, pretendendo-se dar maior desenvolvimento à viação publica, aproveitar as riquezas mineiras do solo e fomentar o comércio e a indústria, por decreto assinado no Paço de Mafra pela rainha D. Maria II, datado de 30 de Agosto de 1852, foi criado o Ministério das Obras Publicas, Comércio e Indústria.
O decreto de 30 de Agosto de 1852 criou o Ministério e fixou a sua orgânica inicial, justificando a opção, de acordo com o Relatório dos Ministros e Secretários de Estado de todas as Repartições que o precede, por (…) necessidade instante de sub-dividir o Ministério do Reino … authorisada pela experiencia de outros Povos, reclamada pela natureza dos factos, e proclamada pela opinião geral (…).
No novo Ministério foram concentrados todos os serviços relativos às áreas das obras públicas e fomento económico que até então eram tratados nas diferentes repartições do Ministério do Reino. Pouco depois passou também para o novo ministério o serviço dos correios e postas, que estava a cargo do Ministério dos Negócios Estrangeiros.
Em 30 de Setembro do mesmo ano, a Rainha D. Maria II assina no Paço das Necessidades um novo decreto que organiza o recém-criado Ministério das Obras Públicas Comércio e Indústria, decreto que se manterá em vigor até ao fim do regime monárquico em Portugal.
O primeiro ministro das Obras Públicas foi António Maria de Fontes Pereira de Melo, que exerceu o cargo interinamente até Novembro de 1855, ano em que Rodrigo da Fonseca Magalhães tomou conta da pasta, também interinamente, até 3 de Janeiro de 1856, data em que tornou a entregá-la a Fontes Pereira de Melo. A acção de Fontes Pereira de Melo foi tão relevante que originou o termo fontismo para descrever a política de fomento acelerado então executada.
Na sequência do golpe de 5 de Outubro de 1910 que implantou a República em Portugal, o Ministério das Obras Públicas, Comércio e Indústria passou a denominar-se Ministério do Fomento, mantendo as mesmas competências.